# 1729

## Esdeveniments
Països Catalans
- 9 de novembre - Barcelona, al Palau de la Música s'estrena el Concierto de Aranjuez sota el mestratge de Joaquín Rodrigo.[1]

Resta del món
- 9 de novembre - Sevilla (Andalusia): Espanya, França i la Gran Bretanya van signar el Tractat de Sevilla al final de la Guerra anglo-espanyola (1727-1729). En aquest tractat, Gran Bretanya conserva el domini del port de Maó i Gibraltar.

## Naixements
Països catalans
- 3 de desembre - Olot, la Garrotxa: Antoni Soler i Ramos, compositor i organista català (m. 1783).
- València: Manuel Narro Campos, compositor i organista valencià.

Resta del món
- 22 de gener, Kamenz (Saxònia), Gotthold Ephraim Lessing, poeta alemany.
- 2 de maig, Caterina II de Rússia, tsarina de Rússia, dita "Caterina la Gran" (m. 1796).[2]
- Lars Lalin, poeta i compositor suec.
- Exeter (Regne Unit): Richard Langdon, compositor i organista.

## Necrològiques
Països Catalans
Resta del món
- 21 de març, Venècia (Itàlia): John Law, economista escocès.
- 27 de juny, París: Élisabeth Jacquet de la Guerre, clavecinista i compositora francesa (n. 1665).[3]

- 22 d'octubre, Estocolm: Anna Maria Ehrenstrahl, pintora barroca sueca (n. 1666).[4]
- Ismail Beligh, historiador i poeta otomà.
- Alemanya: Franz Caspar Schnitger, orguener, fill d'Arp Schnitger.